# Roche Noire (massif des Cerces)
Pour les articles homonymes, voir Roche Noire (homonymie).
La roche Noire est un sommet situé à 3 067 m d'altitude dans le massif des Cerces entre les communes françaises d'Orelle et de Valmeinier en Savoie, dans la région Auvergne-Rhône-Alpes.

## Géographie

### Situation
Adolphe Gros situe la roche Noire « entre la combe de Bissorte [à Orelle] et celle de Valmeinier ». Elle est située à 3 067 m. Elle surplombe le glacier de Roche-Noire situé à Orelle, le col de Mont-Froid ainsi que la roche des Marches. Elle est reliée à cette dernière par sa crête nord-est et à la roche de la Pelle par sa crête sud-est.

### Géologie
Ce sommet est constitué d'un sill de dolérite ou de diorite entouré de conglomérats, de grès et de schistes, avec des zones charbonneuses (particulièrement sous forme d'anthracite), datant d'entre le Namurien et le Westphalien.

## Accès
Depuis Orelle, au lieu-dit Bissortette (à côté de l'usine hydroélectrique de Bissorte), il est possible d'emprunter la piste forestière du Prec, laquelle monte jusqu'au parking du Prec et rejoint le lac de Bissorte afin d'aborder le GRP Tour du mont Thabor pour atteindre une intersection où il faut choisir la droite.
Il convient ainsi d'emprunter le col des Marches pour atteindre la roche des Marches et ainsi poursuivre son chemin vers le sud en direction du sommet de la roche Noire.